# Raoul Jenčič
Raoul Jenčič, slovenski agronom, * 11. oktober 1922, Brezno, Podvelka, † 1995.
Diplomiral je leta 1953 na Agronomski in gozdarski fakulteti v Ljubljani ter leta 1963 opravil specializacijo iz strojništva v Franciji in 1980 doktoriral na Agronomski fakulteti v Beogradu. V službenih letih se je posvetil kmetijski mehanizaciji, leta 1981 pa je bil izvoljen za rednega profesorja na Biotehniška fakulteta v Ljubljani. Objavil je več knjig, raziskovalnih poročil in strokovnih člankov. Njegova bibliografija obsega 91 zapisov.

## Izbrana bibliografija
- Hidravlična homogenizacija in aplikacija različno razredčene gnojevke (COBISS)
- Stroji za spravilo krme (COBISS)
- Kmetijski stroji (COBISS)
- Možnosti in načini povečanja in izboljšanja poljedelske in travniške proizvodnje v Sloveniji  (COBISS)